# 1878 în literatură
Anul 1878 în literatură a implicat o serie de evenimente și cărți noi semnificative.  